# Rozhledna Velká Buková
Rozhledna Velká Buková se nachází v Plaské pahorkatině, na jihozápadním okraji stejnojmenné obce v okrese Rakovník.

## Historie
V roce 2006 byl po konzultacích s SCHKO Křivoklátsko vybrán návrh architekta Karla Zusky a v roce 2007 bylo vydáno územní rozhodnutí. Prostřednictvím Regionálního operačního programu Střední Čechy byla získána dotace na výstavbu z prostředků EU. Vlastní stavbu v letech 2008-2009 provedla společnost ESTA Kladno s.r.o. Slavnostní otevření bylo 28. září 2009. Rozhledna má trojúhelníkový půdorys, nad kamennou základnou, ve které je umístěna suvenýrů, toalety a úschovna kol, pokračuje dřevěná konstrukce vlastní věže z modřínového dřeva. Zajímavým prvkem je schodiště vedené střídavě po vnější a vnitřní obvodové stěně. Celková výška věže je 14,2 m, vyhlídková plošina je ve výšce 13,5 m, vede na ni celkem 74 schodů.

## Přístup
Autem lze dojet přímo na parkoviště u rozhledny, vede k němu odbočka ze silnice Pavlíkov - Roztoky, asi 300 m od křižovatky do Velké Bukové. Nově byla k rozhledně přeložena červená turistická značka z Křivoklátu do Rakovníka. Nejbližší železniční stanice je Křivoklát.

## Výhled
Z rozhledny je kruhový výhled na Radnickou vrchovinu, údolí Berounky, Křivoklátsko, Brdy, Džbán, národní přírodní rezervaci Týřov a za pěkného počasí až na Krušné hory.